# Ангальт-Ашерслебен
Ангальт-Ашерслебен (нем. Anhalt-Aschersleben) — немецкое княжество, существовавшее в период 1252—1315 годов и принадлежавшее роду Асканиев. Образовалась путём деления княжества Ангальт на три княжества: Ангальт-Ашерслебен, Ангальт-Бернбург и Ангальт-Цербст.
Графство Ангальт было образовано путём наследования старшим сыном герцога Саксонии Бернхарда III, Генрихом I части отцовских владений в 1212 году. В 1213 году он был возведён в княжеское достоинство. В 1252 году Генрих скончался оставив 5 сыновей, двое из которых избрали духовную карьеру, а трое других разделили Ангальт на 3 части. Старший сын Генриха I, Генрих II Толстый (1215—1266), получил при разделе отцовских владений старые родовые владения Асканиев к северу от Гарца — Ашерслебен, Хеклинген, Эрмслебен и Вёрбциг, образовавшие княжество Ангальт-Ашерслебен.
После смерти в 1315/1316 году внука родоначальника данной ветви, Оттона II, оставившего двух дочерей — Екатерину (ум. до 1369) и Елизавету, его владения, включая Ашерслебен, были захвачены епископом Хальберштадта Альбрехтом I, внуком Генриха I, и включены им в состав епархии.

## Князья Ангальт-Ашерслебена
- 1252—1266: Генрих II Толстый (1215—1266), князь Ангальт-Ашерслебена с 1252
- 1266—1304/1305: Оттон I (ум. 1304/1305), князь Ангальт-Ашерслебена с 1266 (до 1283 — совместно с братом Генрихом III), сын предыдущего
- 1266—1283: Генрих III (ум. 1307), князь Ангальт-Ашерслебена в 1266—1283 (совместно с братом Оттоном I), архиепископ Магдебурга с 1305 сын предыдущего
- 1304/1305—1315/1316: Оттон II (ум. 1315/1316), князь Ангальт-Ашерслебена с 1304/1305, сын Оттона I